# Litoria flavescens
Litoria flavescens é uma espécie de anfíbio anuros da família Pelodryadidae. Está presente na Papua Nova Guiné. A UICN classificou-a como pouco preocupante.